# Medaile Kate Greenawayové
Medaile Kate Greenawayové (anglicky Kate Greenaway Medal) je britská literární cena každoročně udílená za ilustrace ke knize pro děti a mládež. Je udílena britským sdružením knihovníků CILIP od roku 1956. Ocenění je pojmenováno po Kate Greenawayové (1846–1901), britské ilustrátorce a spisovatelce. Jako první cenu získal Edward Ardizzone za ilustrace pro knížku Tim All Alone (1956), kterou také sám napsal.
Medaile je udílena společně s Carnegieho medailí, jež bývá udělována spisovatelům dětských knih.